# عموخانزي عليا
عموخانزي عليا (بالفارسية: عموخانزی علیا) هي قرية تقع في أذربيجان الغربية في إيران. يقدر عدد سكانها بـ 12 نسمة بحسب إحصاء 2016.